# Вигиланция
Вигиланция (на латински: Vigilantia) е сестра на византийския император Юстиниан I (упр. 527–565) и майка на бъдещия император Юстин II (упр. 565–578).
Майката на Вигиланция и Юстиниан е сестра на император Юстин I (упр. 518–527). Нейната фамилия е от Бедериана, близо до Найсус (днес Ниш в Сърбия) в Дакия Аврелиана или Медитеранска Дакия (Dacia Mediterranea).
Баща ѝ се казва Сабаций, а майка ѝ вероятно Биглениза и е вероятно алеманка или може би славянка. 
Вероятно и Вигиланция е родена, както брат ѝ Юстиниан, в Тауресиум (до Скопие). 
Вигиланция се омъжва за Дулцидий.
Вигиланция е героиня в запазената поема In laudem Justini minoris (In praise of the younger Justin) на Флавий Кресконий Корип.
Вигиланция е майка на:
- Марцел, генерал
- Юстин II, император
- Прайекта (Praejecta), омъжва се за patricius Ареобинд (убит 546 г. от Гунтарит в Нумидия) [5] и за Йоан (John), син на Помпей и Анастасия.